# Crypteria luteipennis
Crypteria luteipennis là một loài ruồi trong họ Limoniidae. Chúng phân bố ở miền Cổ bắc.